# Hestholmane
Hestholmane est une île norvégienne dans le comté de Hordaland. Elle appartient administrativement à Austevoll.

## Géographie
Couverte d'arbres et d'une légère végétation, elle s'étend sur environ 328 m de longueur pour une largeur approximative de 143 m. 